# Proyecto Aratirí
El proyecto Aratirí fue un proyecto de minería a cielo abierto para la extracción de hierro y la exportación de concentrado con 68% hierro, propuesto por la empresa de minería Zamin Ferrous para su implementación en Uruguay.

En marzo de 2016, expiró el proyecto minero de Aratirí al no presentarse inversores.

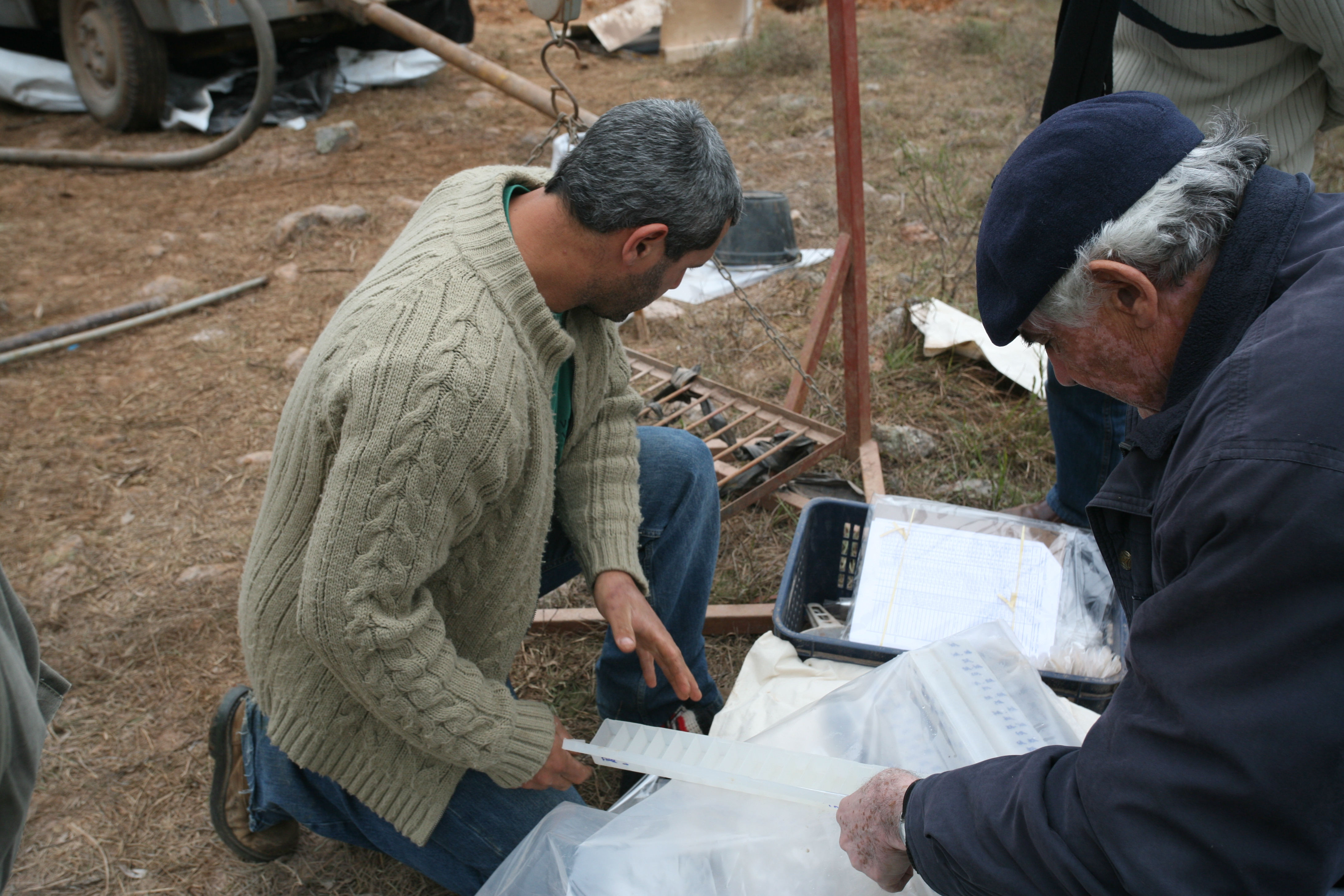
Extracción de hierro minera Aratiri

## Características
El proyecto minero a cielo abierto de gran porte se realizaría en la zona de la Cuchilla Grande, en los departamentos de Treinta y Tres, Durazno y Florida, cerca de Valentines. Se preveía la extracción de 18 millones de toneladas anuales de hierro por un período de 30 años. En los documentos presentados a la Dirección de Medio Ambiente como parte de la solicitud de autorización ambiental previa, la empresa expresa que se espera que el proyecto opere 20 años, plazo en el que se habría extraído todo el hierro recuperable. Algunas de las minas proyectadas se agotarán en los primeros 10 años de explotación. El proyecto implicaría una inversión de 3000 millones de dólares, la mayor realizada en el país.
El desarrollo de la minería de gran porte se asentaría en un acuerdo político alcanzado entre todos los partidos políticos con representación parlamentaria y el Poder Ejecutivo para definir una política de Estado.
La Comisión Multipartidaria de Análisis de la Minería de Gran Aporte llegó a un acuerdo luego de trabajar cuatro meses. Aspectos sociales, ambientales, económicos y de gobernanza fueron consensuados por los cuatro partidos políticos con representación parlamentaria para emprendimientos con una inversión mayor a los U$S 100 millones; producción anual superior a ese monto; o afectación territorial de más de 400 hectáreas. El ministro de Industria, Energía y Minería, Roberto Kreimerman, afirmó que la firma del documento por parte de los cuatro partidos define una política de Estado que busca promover la minería en forma sustentable a partir de un documento de acuerdo que se transformará en proyecto de Ley. Kreimerman afirmó que el trabajo realizado por la comisión demuestra que el sistema político uruguayo funciona en base al diálogo y la negociación. El asesor presidencial, Pedro Buonomo informó que el cierre de trabajo de la Comisión Multipartidaria que fue conformada por iniciativa del Presidente de la República José Mujica, definió líneas estratégicas que sirven de base a una política de Estado sobre la explotación minera. El tema, además, se trató en el ámbito parlamentario.
Según una encuesta realizada en julio de 2012 por la empresa Cifra, González, Raga y Asociados, el 61% de la población de todo el país apoyaba el proyecto de la Minera Aratirí y el 81% considera que la exportación de mineral de hierro contribuiría al desarrollo del país.
El proyecto consta de tres partes: un complejo de minas a cielo abierto, un mineroducto de 214 km y en Rocha, una terminal portuaria por la cual se exportará el concentrado de hierro. Esa terminal de acuerdo con el documento de SAAP presentado por Aratiti S.A. a la Dirección Nacional de Medio Ambiente (DINAMA) de Uruguay (Tomo 1 Cap. 4 Pag 134) se instalará en un "área perteneciente al Ministerio de Defensa Nacional, fue definida por el Gobierno Nacional conforme a los criterios de ordenamiento territorial y por recomendación del Gobierno Departamental de Rocha y consentimiento de la Presidencia de la República (Secretaría de la Presidencia, 2010.)

## Proyecto Aratirí y Puerto de Aguas Profundas
El proyecto ha sido asociado al desarrollo de un puerto de aguas profundas, que ha sido definido por el entonces Presidente Mujica como: “la decisión de política exterior más importante de este Gobierno”. El 3 de julio de 2012 un comunicado conjunto de Presidencia de la República y la empresa Zamin Ferrous expresaba: "El Gobierno y el grupo minero Zamin Ferrous unirán esfuerzos en el desarrollo del primer puerto de aguas profundas del Cono Sur, a construirse en la costa oceánica uruguaya. Las exportaciones de mineral de hierro podrían convertirse en la plataforma para concretar la construcción del puerto de aguas profundas con proyección regional para el hinterland del Río de la Plata (Argentina, Bolivia, Sur y centro de Brasil y Paraguay)." 
La iniciativa tiene como objetivo no solo mejorar la logística y atraer mayor actividad a los puertos locales, sino también alcanzar un mayor poder de negociación con sus vecinos. Ambos proyectos, el puerto de aguas profundas y el proyecto minero están estrechamente relacionados. La exportación de 18 millones de toneladas de mineral de hierro por año requerirá de un puerto de aguas profundas capaz de recibir buques de hasta 19 metros de calado. A su vez, la participación del proyecto Valentines en el puerto de aguas profundas facilitará su desarrollo, proporcionando masa crítica en términos de carga y volumen de negocios. Las exportaciones de mineral de hierro serán equivalentes en volumen a todo el movimiento de cargas alcanzado durante 2011 por los puertos de Montevideo y Nueva Palmira. Zamin Ferrous se convertirá en la mayor empresa exportadora en el Uruguay y el mineral de hierro será el principal producto de exportación con un 17,4% del total, equivalente a 1.400 millones de dólares.
El asesor presidencial y presidente de la comisión interministerial del Puerto de Aguas Profundas, Pedro Buonomo calificó al proyecto de Aratirí como embrionario del puerto de aguas profundas. Entrevistado por la Revista Políticas de la Presidencia de la República, Buonomo afirmó: “Estamos pensando en algunas soluciones para no afectar los plazos de Aratirí y que ambos proyectos puedan ser compatibles. Pensamos que en una primera instancia se puede hacer el muelle para la salida de los productos mineros y que esa infraestructura sea compatible con el puerto que se instale después. Pensamos que el puerto de aguas profundas puede montarse sobre el puerto de Aratirí y generar una relación virtuosa. El proyecto de Aratirí es importante en sí mismo y a su vez nos va a servir de embrión del puerto de aguas profundas.” Confirmó que los técnicos de Aratirí y del Poder Ejecutivo están avanzando, y que ambos proyectos (puerto y Aratirí), tienen sinergias importantes. Los ministerios de Industria, Energía y Minería y de Economía y Finanzas elaboraron un proyecto de ley para la minería de gran porte, diseñado sobre la base de los acuerdos alcanzados en la Comisión Multipartidaria creada por Mujica para analizar la minería de gran porte que permite avanzar en la concreción del proyecto.

## Áreas del proyecto
El proyecto minero en Uruguay está compuesto básicamente por tres partes:
Un complejo minero (zona de minas y planta de beneficiamiento) que abarcará 6.210 hectáreas de los departamentos de Durazno y Florida. Se añaden molinos de trituración, instalaciones para la separación del hierro por campo magnético y un embalse, ya que el proceso requiere gran cantidad de agua.
Un mineroducto que transportará el concentrado de hierro de la zona de mina hasta la terminal portuaria. Se desarrollará en los Departamentos de Durazno, Florida, Lavalleja, Treinta y Tres y Rocha. El acceso a él se dará a través de las Rutas 7 (acceso a la cabecera norte), Ruta 8 (acceso al punto medio del mineroducto) y Ruta 9 (acceso a la cabecera sur).
Una terminal portuaria se emplazará en el Departamento de Rocha, en la zona conocida como La Angostura situada sobre el arco de costa enmarcado por las salientes rocosas de Cabo Polonio (aproximadamente 34 km al suroeste) y Punta del Diablo (aproximadamente 12 km al noreste). El acceso a la terminal se dará a través de la Ruta 9. En esta zona también se prevé un emisario submarino para el vertido de aguas. Ese emisario que no había sido incluido en la primera versión del proyecto permitirá el desagote de excesos de agua hacia el océano en caso de lluvias extremas.
No obstante, la oposición y movilización de los pobladores locales y de balnearios cercanos por las consecuencias negativas de la obra sobre el turismo en la zona, sumada a la parálisis del proyecto de la minera Aratirí y el fuerte impacto medioambiental en un área de gran importancia ecológica hicieron desistir de llevar a cabo la construcción de una terminal portuaria para uso exclusivo de Aratirí entre los balnearios de La Esmeralda y Punta del Diablo. (ver Gobierno desechó idea de Aratirí para puerto de aguas profundas)
Por decisión del presidente uruguayo José Mujica se estableció la nueva ubicación de un puerto de aguas profundas en la zona conocida como El Palenque, entre La Pedrera y Cabo Polonio. Aún restan realizarse los estudios de impacto medioambientales y socioeconómicos pertinentes.

## Controversias
En principio el gobierno procuró acelerar el tratamiento de este proyecto pero el mismo despertó resistencias en el ambiente político y social. Desde el Partido Nacional, el senador Jorge Larrañaga manifestó que su oposición al proyecto, en tanto que su correligionario Luis Alberto Lacalle Pou decidió interpelar a los ministros de Industria, Roberto Kreimerman, de Medio Ambiente, Graciela Muslera y de Turismo, Héctor Lescano, por la instalación del proyecto.
Por su parte, el fiscal Enrique Viana cuestionó este proyecto, en pos de salvaguardar el medio ambiente. En su escrito, el Fiscal describe que el proyecto de mina a cielo abierto afecta en el centro del país un área de 150.000 ha, con un mineroducto de 230 km de largo, que atravesaría los Palmares y los Humedales de Rocha, hasta un puerto en la costa oceánica, y sus previsibles e imprevisibles impactos ambientales, para cuestionar después, desde el ángulo legal, las tratativas del gobierno con la minera.
También hay resistencia, dudas y cuestionamientos de parte de la población; preocupa el tratamiento de los recursos naturales. No solo los pobladores de Valentines, también los de Cerro Chato se han quejado de este emprendimiento.
Como consecuencia, el gobierno solicitó a los titulares de Aratirí que mejoren su propuesta en los aspectos laboral, medioambiental, económico y del canon económico a obtener.
El entonces presidente José Mujica ha mencionado la realización de un plebiscito consultivo para que la ciudadanía decida directamente sobre este emprendimiento, pero este recurso no está previsto en la Constitución de la República. Por tal motivo, un proyecto de ley que habilite dicho recurso debería enviarse previamente al parlamento, lo cual sumado al tiempo que implicaría la realización del plebiscito demoraría la ejecución del emprendimiento minero. Por su parte el Parlamento se prepara a realizar modificaciones en el Código de Minería.
El 10 de junio de 2011 se realizó un espacio de reflexión sobre el proyecto Aratirí en la Facultad de Ciencias de la Universidad de la República, organizado por la Sociedad Uruguaya de Geología. 
A mediados de junio de 2011 el diputado del Partido Nacional, José Carlos Cardoso propuso en forma alternativa que el país nacionalizara el hierro y comparó esa iniciativa con la nacionalización del cobre promovida por Salvador Allende en Chile en 1971.
El Movimiento de Participación Popular (MPP) organizó un acto político en defensa de la diversificación de la matriz productiva a través de la minería.
Un grupo de artistas y comunicadores participó en la creación de un video opositor a la minería a cielo abierto: Cristina Morán, Eunice Castro, Julio Frade, Dani Umpi, Silvia Kliche y otros.
A nivel universitario se organizó un Juicio Ciudadano sobre la Minería a Cielo Abierto, con presentación de resultados del 26 al 28 de noviembre de 2011. El Juicio Ciudadano concluyó entre otras cosas que el marco regulatorio legal vigente no garantiza la preservación del ambiente, ni obliga a la ejecución de tareas de remediación por parte de las empresas mineras.
En enero de 2012 la empresa anunció el pase al seguro de paro de 110 de sus trabajadores con lo que su plantilla en la zona se redujo a 17 personas. La empresa afirmó que esto se debía a que "no es posible mantener una plantilla tan numerosa cuando no hay tareas para realizar y no hay certeza sobre los plazos en que se obtendrán las aprobaciones".

## Comisión de Análisis Estratégico de la Minería de Gran Porte
A instancias del Presidente de la República, José Mujica, se conformó una Comisión Multipartidaria que tuvo la finalidad de analizar, discutir y aportar líneas estratégicas en materia de minería de gran porte, integrada por todos los partidos políticos con representación parlamentaria. 
A la primera reunión asistieron, en representación del Poder Ejecutivo, el asesor presidencial escribano Pedro Buonomo, el ministro de Industria, Energía y Minería, Roberto Kreimerman; director general de Secretaría del MEF, profesor Pedro Apezteguía, director de DINAMA, el arquitecto Jorge Rucks. En representación de los cuatro partidos políticos se hicieron presentes sus máximas autoridades y asesores en referencia al tema minería: por el Frente Amplio, su presidente, ingeniero Jorge Brovetto, doctor Felipe Michelini, Susana Dalmás, Lidia Allende;  Partido Colorado: doctor Ope Pasquet, doctor en química Oscar Ventura, Alberto Iglesias, Dr. Ronald Pais; Partido Independiente: contador Iván Posada; Ing. Roberto Pérez Rodino; Ing. Gabriel Soler,  Partido Nacional: Luis Alberto Heber, maestro José Carlos Cardoso, doctor Luis A. Lacalle Pou; Mario Silvera; intendente de Florida Carlos Enciso. Las reuniones fueron presididas por el economista Pedro Buonomo.
En su segunda reunión, el 18 de agosto de 2011, acordó difundir las actas aprobadas para que toda la población tenga acceso a la información. Entre las conclusiones del acuerdo final se incluyó la obligatoriedad de que las empresas mineras dispongan de fondos de contingencia o seguro para la recuperación ambiental de las zonas explotadas al agotarse el recurso.
Luego de diez instancias de trabajo, se alcanzó un acuerdo unánime de los cuatro partidos, que define a la minería de gran porte, establece las condiciones ambientales, sociales, económicas y de gobernanza que deberá cumplir esta actividad. Dicho acuerdo implica la construcción de una política de Estado en materia de minería para el Uruguay.
La Red Temática de Medio Ambiente de la UdelaR ha organizado una jornada de discusión sobre el tema.

## Retroceso y comparaciones
En vista del complejo ambiente político y el discutido respaldo al proyecto, aconsejada por los bancos, la empresa Zamin Ferrous enlenteció el avance del emprendimiento. El clima político está tenso en torno a la conveniencia o no de la minería a cielo abierto en el país, con acusaciones cruzadas de "presiones" y de "provocaciones". Hasta se ha llegado a comparar la polémica de este proyecto con la que en su momento vivió el presidente Vázquez con la instalación de la planta de celulosa de la empresa Botnia en Fray Bentos, que también ocasionó una problemática (en ese caso, relativa a las relaciones con Argentina), pero que, en su momento, a nivel nacional contó con un respaldo político y de la opinión pública casi monolítico. Específicamente en el tema minero, la producción de rocas molidas con 69% de hierro que propone Aratirí contrasta con otras propuestas que proponen un mayor valor agregado al producir a partir de la roca "pellets" de hierro, utilizando para ello carbón vegetal, con lo que se complementarían actividades de minería y de deforestación.

## Presentación del nuevo Estudio de Impacto Ambiental
La minera Aratirí completó la entrega al gobierno de informes necesarios para obtener las autorizaciones que permitirán comenzar con las obras. A partir de esto, el Poder Ejecutivo tomará una posición sobre la instalación del emprendimiento.
Con la entrega de estos informes se abre una nueva etapa del proceso de aprobación, que se estima puede extenderse por varios meses. En esta nueva etapa tendrán lugar intercambios técnicos y consultas una vez que los diversos ministerios involucrados hayan completado el estudio de los informes producidos por Aratirí.
Más allá de lo oportunamente informado por la empresa, la DINAMA intimó en enero de 2014 a que se completaran los informes ambientales con la inclusión del estudio de Impacto Urbano, el Plan de Cierre y la auditoría internacional que marca la ley 19126. Sin ellos no es posible completar el estudio y el proyecto no podría operar.
En el proyecto se indica que se emplearán anualmente 50.000 toneladas de explosivos que se utilizarán para producir explosiones de 480Kg c/u.
Si la minera Aratirí obtiene las autorizaciones oficiales, para lo que es imprescindible complete los informes presentados, podrá poner en marcha su proyecto productivo y logístico que incluye la extracción, beneficiamiento y exportación de mineral de hierro durante más de 20 años.
La operación de este proyecto generará, con los actuales precios del concentrado de hierro, ingresos anuales a la empresa por 2790 millones de dólares, lo que supera ampliamente la renta de las actividades ganaderas actuales en la zona con la limitante de que agotado el hierro la renta se agota.

## Campaña en contra de la megaminería
Grupos de ciudadanos impulsan una recolección de firmas en procura de una reforma constitucional que impida la minería a cielo abierto. Entre otras organizaciones significativas, han recibido la adhesión de la Federación Rural y de COFE. En los medios masivos se difundieron mensajes de Cristina Morán, Julio Frade, Osvaldo Laport, Pelusa Vera, Silvia Kliche, Eunice Castro, Dani Umpi, Pitufo Lombardo y otras figuras públicas que se oponían al proyecto.
En 2014 en el paraninfo de la Universidad de la República del Uruguay se realizó un debate sobre megaminería a cielo abierto. Participaron como oradores los precandidatos a las elecciones presidenciales; se manifestaron opositores al Proyecto Aratirí: Luis Lacalle Pou, Pedro Bordaberry, César Vega, Rafael Fernández Rodríguez, Gonzalo Abella; y a favor Pablo Mieres. La actividad fue organizada por Uruguay Libre de Megaminería.
En marzo de 2016, expira el proyecto minero de Aratirí al no presentarse inversores. Aratirí presentó para continuar con el proyecto a la firma Invertixi SA.

## Litigios cruzados
En julio de 2017, Zamin Ferrous anunció que iniciará una demanda contra el Estado Uruguayo en un tribunal de arbitraje internacional, acusándolo de incumplir el tratado de promoción de inversiones entre Uruguay y Reino Unido (LATU).
En paralelo, la compañía minera fue condenada por la justicia uruguaya por facturas impagas del Laboratorio Tecnológico del Uruguay (LATU).
En agosto de 2020 Uruguay gana juicio internacional al ser fue desestimada la demanda internacional de Aratirí; el tribunal dispuso que los demandantes reembolsen a Uruguay más de 4 millones de dólares por costos ocasionados.